# Сорокин, Александр Александрович
Александр Александрович Сорокин (1903, Санкт-Петербург, Российская империя — 1985, Ленинград, СССР) — советский хозяйственный, государственный и партийный деятель.

## Биография
Родился в 1903 в Санкт-Петербурге. Член ВКП(б) с 1926 года.
С 1917 года — на хозяйственной, общественной и политической работе. В 1917—1977 гг. — разнорабочий и чернорабочий, слесарь, моряк торгового флота, заведующий ОРГО и секретарь парткома на флоте, секретарь Аскизского райкома, второй секретарь, первый секретарь Хакасского обкома ВКП(б), начальник политотдела Иоканской военно-морской базы, Беломорского оборонительного района, начальник политотдела, секретарь парткома, помощник капитана по политчасти Балтийского морского пароходсттва, начштаба ГО Ленинградского радиотехнического завода, в Кировском райкоме КПСС гор. Ленинграда.
Избирался депутатом Верховного Совета РСФСР 1-го созыва.
Умер в Ленинграде в 1985 году.